# Diopa creta
Diopa creta là một loài bướm đêm trong họ Noctuidae.